# Alekszandr Nyikolajevics Vertyinszkij
Alekszandr Nyikolajevics Vertyinszkij (Александр Николаевич Вертинский), (Kijev, 1889. március 21. – Leningrád, 1957. május 21.) orosz előadóművész, sanzonénekes, zeneszerző.
A 20. század első felének a Szovjetunióban és szerte Európában egyaránt ünnepelt sztárja volt. Marianna és Anasztázia Vertyinszkaja színésznők apja. 
1920-ban emigrált, görög útlevelet szerzett, amellyel bejárta egész Európát. 1943-ban tért haza a Szovjetunióba.

## Diszkográfia
- 1969 Александр Вертинский (Мелодия, Д 026773-4)
- 1989 Александр Вертинский (Мелодия, М60 48689 001; М60 48691 001)
- 1994 То, что я должен сказать (Мелодия, MEL CD 60 00621)
- 1995 Песни любви (RDM, CDRDM 506089; Boheme Music, CDBMR 908089)
- 1996 Vertinski (Le Chant du Monde, LDX 274939-40)
- 1999 Легенда века (Boheme Music, CDBMR 908090)
- 2000 Vertinski (Boheme Music, CDBMR 007143)

## Érdekesség
Ő tette ismertté a − mások mellett − Harangozó Teri által magyarul is előadott Azok a szép napok (Those Were the Days) című dalt, amelyet Alla Boriszovna Pugacsova is sikerre vitt (1969).